# Saint-Vincent-de-Mercuze
Pour les articles homonymes, voir Saint-Vincent.
Saint-Vincent-de-Mercuze est une commune française située dans le département de l'Isère en région Auvergne-Rhône-Alpes. Ville fleurie : 1 fleur.
Sainte-Marie-du-Mont a été détachée de Saint-Vincent-de-Mercuze-Sainte-Marie-du-Mont en 1983.

## Géographie

### Situation et description
Positionnée dans la vallée du Grésivaudan, cette petite commune à l'aspect essentiellement rural est rattachée à la communauté de communes Le Grésivaudan.

### Sites géologiques remarquables
La banquette interglaciaire de Barraux et les vallées perchées du Grésivaudan sont un site géologique remarquable de 556,69 hectares qui se trouve sur les communes de Goncelin, Le Cheylas, La Flachère, Morêtel-de-Mailles, Sainte-Marie-d'Alloix et Saint-Vincent-de-Mercuze-Sainte-Marie-du-Mont. En 2014, ce site d'intérêt géomorphologique est classé « deux étoiles » à l'« Inventaire du patrimoine géologique ».

### Climat
Pour des articles plus généraux, voir Climat d'Auvergne-Rhône-Alpes et Climat de l'Isère.
En 2010, le climat de la commune est de type climat des marges montargnardes, selon une étude du Centre national de la recherche scientifique s'appuyant sur une série de données couvrant la période 1971-2000. En 2020, Météo-France publie une typologie des climats de la France métropolitaine dans laquelle la commune est exposée à un climat de montagne ou de marges de montagne et est dans la région climatique  Alpes du nord, caractérisée par une pluviométrie annuelle de 1 200 à 1 500 mm, irrégulièrement répartie en été. 
Pour la période 1971-2000, la température annuelle moyenne est de 11,8 °C, avec une amplitude thermique annuelle de 19,4 °C. Le cumul annuel moyen de précipitations est de 1 240 mm, avec 9,7 jours de précipitations en janvier et 8,2 jours en juillet. Pour la période 1991-2020, la température moyenne annuelle observée sur la station météorologique de Météo-France la plus proche, « Pipay_sapc », sur la commune de Theys à 9 km à vol d'oiseau et à 1578 m d'altitude (soit 1230 m plus haut que le bourg de Saint-Vincent-de-Mercuze), est de 6,3 °C (soit une estimation d'approximativement 14 °C à 347 m si l'ont ajoute le gradient vertical de température de 0,65°C par 100 m) et le cumul annuel moyen de précipitations est de 1 545,8 mm,. Pour l'avenir, les paramètres climatiques de la commune estimés pour 2050 selon différents scénarios d'émission de gaz à effet de serre sont consultables sur un site dédié publié par Météo-France en novembre 2022.

### Hydrographie
Le territoire communal est bordé, à l'est, par l'Isère.

### Voies de communication
Le territoire de la commune du Touvet est traversé par deux voies à grande circulation, l'autoroute A 41 et l'ancienne route nationale 90, selon un axe nord-sud.

### Transport
Située sur l'axe Grenoble-Chambery, la commune bénéficie d'une bonne accessibilité ferroviaire (gare de Goncelin) et routière (A41 - sortie Goncelin/LeTouvet, RD 1090).
La RD 9 traversant le village sert d'itinéraire de desserte aux communes de Sainte-Marie-du-Mont et La Flachère.
Enfin, cinq lignes de bus desservent la commune (G50, SCO3G, SCO5L, SCO3E, SCO5H).
Saint-Vincent-de-Mercuze était desservi par le Tramway Grenoble - Chapareillan de mars 1900 à mai 1933, date à laquelle la ligne est limitée à Crolles.

## Urbanisme

### Typologie
Au 1er janvier 2024, Saint-Vincent-de-Mercuze est catégorisée bourg rural, selon la nouvelle grille communale de densité à sept niveaux définie par l'Insee en 2022.
Elle appartient à l'unité urbaine de Le Touvet, une agglomération intra-départementale regroupant trois  communes, dont elle est une commune de la banlieue,,. Par ailleurs la commune fait partie de l'aire d'attraction de Grenoble, dont elle est une commune de la couronne,. Cette aire, qui regroupe 204 communes, est catégorisée dans les aires de 700 000 habitants ou plus (hors Paris),.

### Occupation des sols
L'occupation des sols de la commune, telle qu'elle ressort de la base de données européenne d’occupation biophysique des sols Corine Land Cover (CLC), est marquée par l'importance des territoires agricoles (52,9 % en 2018), une proportion sensiblement équivalente à celle de 1990 (53,5 %). La répartition détaillée en 2018 est la suivante : 
zones agricoles hétérogènes (42,1 %), forêts (30,3 %), zones urbanisées (13,1 %), terres arables (10,8 %), eaux continentales (2,4 %), zones industrielles ou commerciales et réseaux de communication (1,2 %). L'évolution de l’occupation des sols de la commune et de ses infrastructures peut être observée sur les différentes représentations cartographiques du territoire : la carte de Cassini (XVIIIe siècle), la carte d'état-major (1820-1866) et les cartes ou photos aériennes de l'IGN pour la période actuelle (1950 à aujourd'hui).

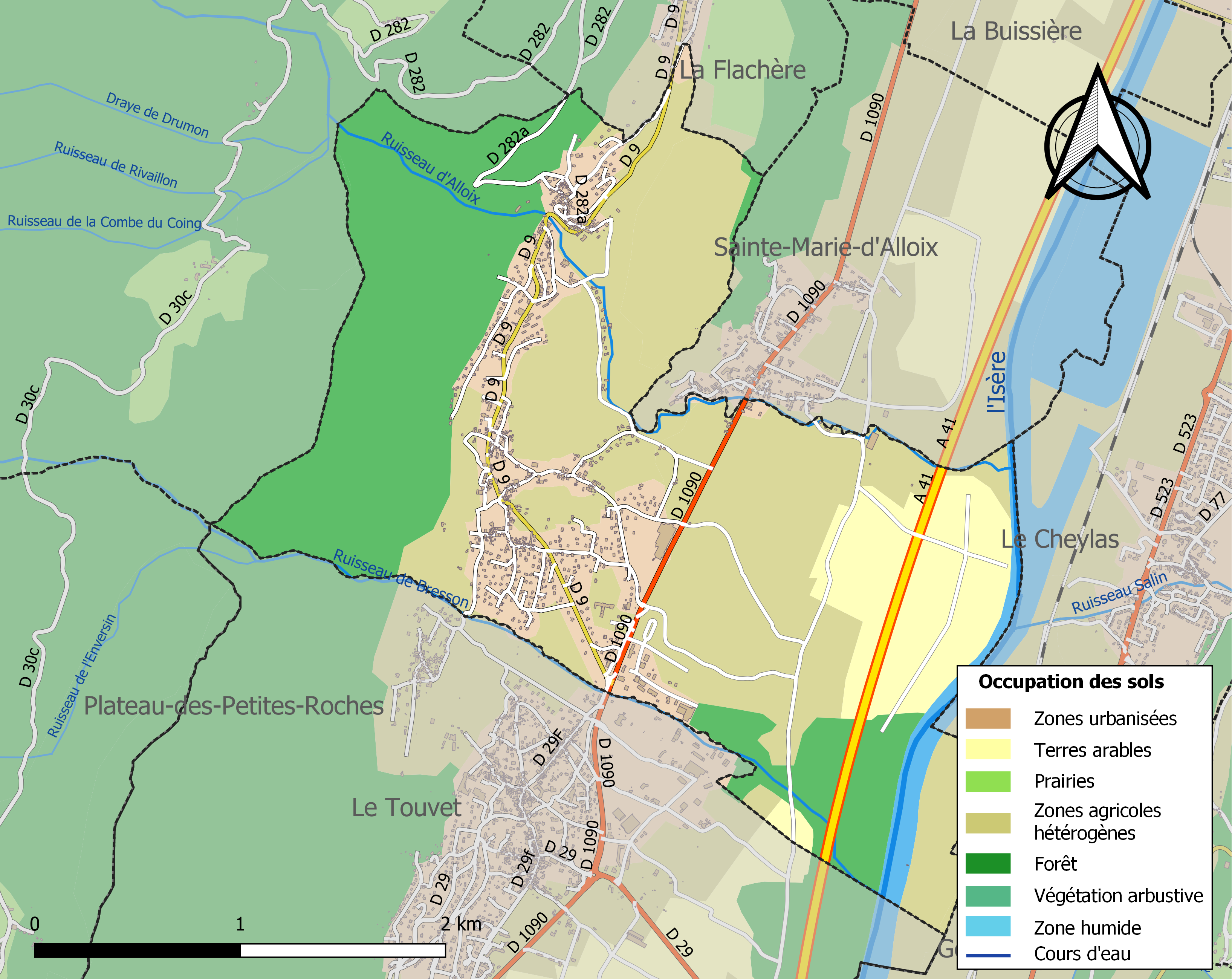
Carte des infrastructures et de l'occupation des sols de la commune en 2018 (CLC).

### Risques naturels et technologiques

#### Risques sismiques
L'ensemble du territoire de la commune de Saint-Vincent-de-Mercuze est situé en zone de sismicité n° 4, à l'instar de l'ensemble des territoires des communes du massif de la Chartreuse et de la vallée du Gréisvaudan.
| Type de zone | Niveau            | Définitions (bâtiment à risque normal) |
| ------------ | ----------------- | -------------------------------------- |
| Zone 4       | Sismicité moyenne | accélération = 1,6 m/s2                |

### Lieux-dits et écarts
La commune de Saint-Vincent-de-Mercuze se constitue par le regroupement de plusieurs hameaux le long des deux grandes axes routiers que constituent les deux routes départementales. : Les Rivoires, le Rochassin, le Monde-Vieux, le Petit-Saint-Vincent et le Montalieu.
Le territoire est bordé à l'est par l'Isère avec sa zone humide remarquable de l'étang de la Berche, au sud et au nord respectivement par les torrents du Bresson et de l'Alloix et leurs cascades, et enfin, à l'ouest par les contreforts de la Chartreuse avec le mont de Bellechambre.

## Toponymie
Le gentilé « rutisson » provient de l'ancien domaine romain présent sur le territoire.
Le nom de la commune dérive de « Sancti Vincenti de Malcusia ». « Malcusia » désignant un chemin de traverse, un passage difficile.

## Histoire
Le territoire a été marqué par l'industrie de la sidérurgie, qui se développe dans la vallée notamment aux XVIIe et XVIIIe siècles, la présence du vestige de hauts fourneaux en témoigne.
La commune de Saint-Vincent-de-Mercuze a été fusionnée, de 1973 à 1984, avec la commune voisine de Sainte-Marie-du-Mont.
Dans les années 1980 et 1990, la population double sous l'effet de la périurbanisation. Le rythme de croissance s'est depuis stabilisé.

### Administration municipale

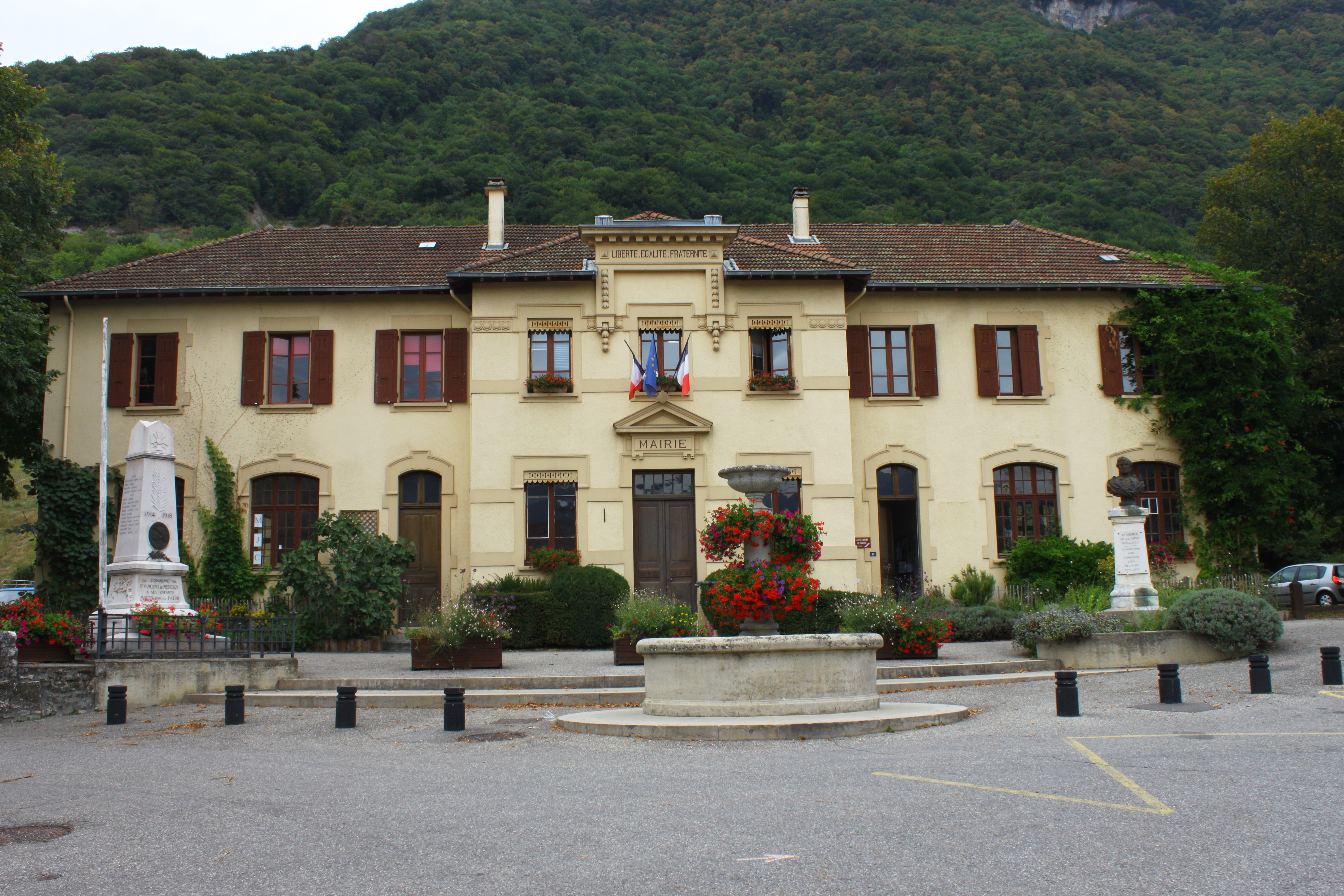
La mairie de Saint-Vincent-de-Mercuze.

## Politique et administration

### Liste des maires

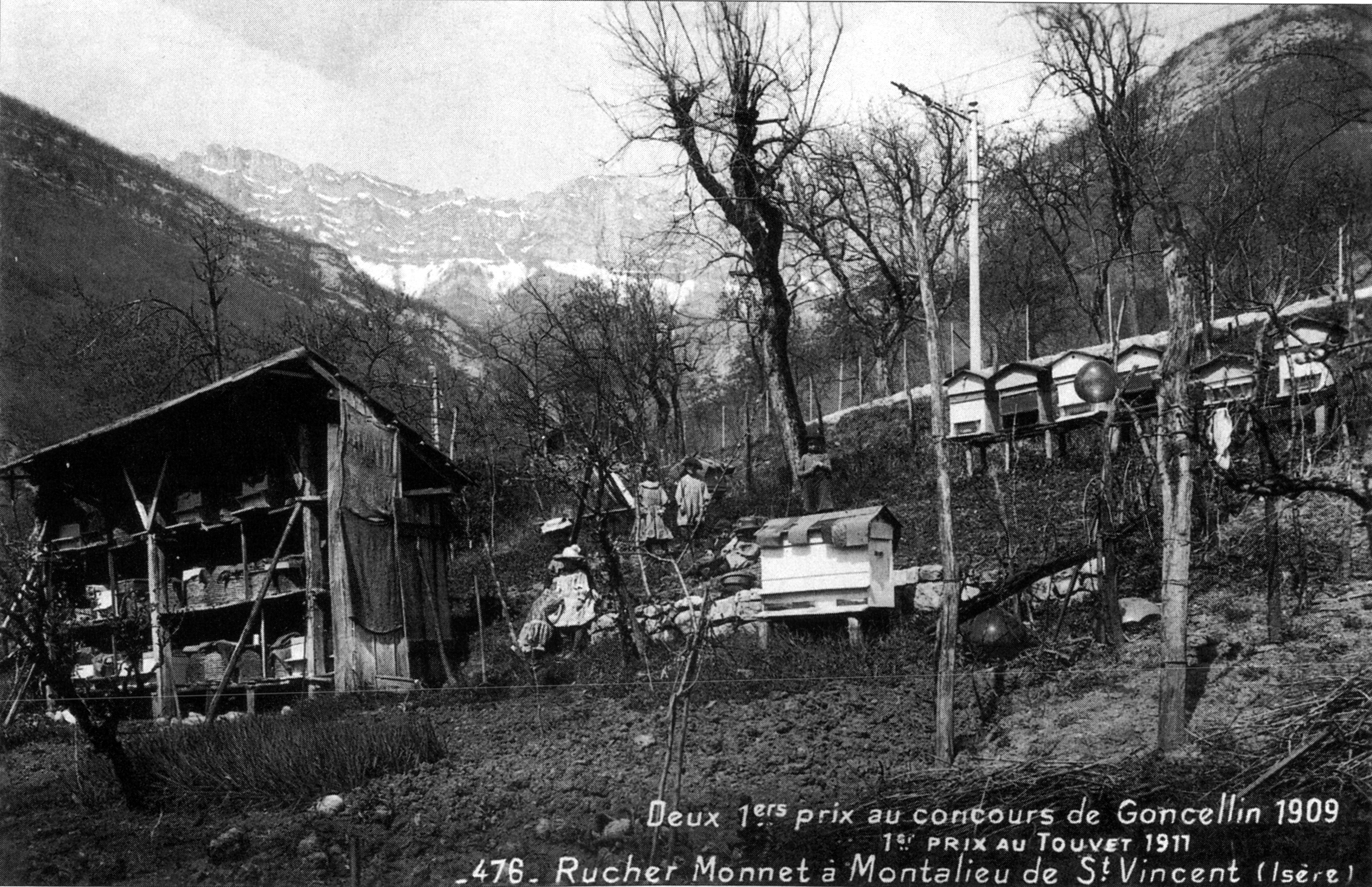
Le rucher Monnet, à Montalieu, gagnant deux 1er prix au concours de Goncelin en 1909, et un 1er prix au concours de Touvet en 1911.

| Période | Période  | Identité          | Étiquette                          | Qualité                                                               |
| ------- | -------- | ----------------- | ---------------------------------- | --------------------------------------------------------------------- |
| 1947    | 1984     | Aimé Paquet       | PPUS puis CNIP puis RI puis UDF-PR | Agriculteur Député (1951-1973) Secrétaire d'État (1973-1974)          |
| 1984    | 1990     | Joseph Décheneaux |                                    | Receveur principal Chevalier de l'ordre du mérite                     |
| 1990    | 1996     | Michel Bouverot   |                                    |                                                                       |
| 1996    | En cours | Philippe Baudain  | SE                                 | Professeur de faculté, conseiller départemental depuis septembre 2024 |

### Jumelages
En 2023, la commune n'est jumelée avec aucune autre localité.

## Économie
L'agriculture était l'activité principale du secteur. Au XVIIIe siècle les châtaigniers ont laissé la place aux noyers et la production des noix devint l'activité principale de beaucoup de communes de la vallée de l'Isère, du haut Grésivaudan et surtout du bas Grésivaudan (la région de Saint-Marcellin). Quelques producteurs locaux complétaient leurs revenus avec la production du miel, ou la polyculture.
Le commune fait partie de l'aire géographique de production et transformation du « Bois de Chartreuse », la première AOC de la filière Bois en France,.
La fermeture des entreprises historiques Alpstyl (2004), Sofaditex (2007) et ECOPLA (2017, en pleine campagne présidentielle et au terme d'un long feuilleton judiciaire) représente une page qui se tourne dans l'histoire économique de la commune. Symbole d'un nouveau chapitre, un des anciens sites de Sofaditex est reconverti en 2008 en pépinières d'entreprises. Projet pivot de la nouvelle zone économique intercommunal Eurekalp venue s'implanter à côté de la zone d'activité communale Tire Poix, qui bascule ainsi sous le giron de la communauté de communes en janvier 2017. Le second site Sofaditex a depuis été reconverti en atelier pour les services techniques de la communauté.

## Population et société

### Démographie
L'évolution du nombre d'habitants est connue à travers les recensements de la population effectués dans la commune depuis 1793. Pour les communes de moins de 10 000 habitants, une enquête de recensement portant sur toute la population est réalisée tous les cinq ans, les populations de référence des années intermédiaires étant quant à elles estimées par interpolation ou extrapolation. Pour la commune, le premier recensement exhaustif entrant dans le cadre du nouveau dispositif a été réalisé en 2007.

En 2022, la commune comptait 1 520 habitants, en évolution de +1,33 % par rapport à 2016 (Isère : +3,07 %, France hors Mayotte : +2,11 %).
| 1793 | 1800 | 1806 | 1821 | 1831 | 1836 | 1841 | 1846 | 1851 |
| ---- | ---- | ---- | ---- | ---- | ---- | ---- | ---- | ---- |
| 429  | 508  | 567  | 531  | 606  | 605  | 605  | 608  | 591  |

| 1856 | 1861 | 1866 | 1872 | 1876 | 1881 | 1886 | 1891 | 1896 |
| ---- | ---- | ---- | ---- | ---- | ---- | ---- | ---- | ---- |
| 568  | 582  | 554  | 763  | 735  | 730  | 723  | 676  | 651  |

| 1901 | 1906 | 1911 | 1921 | 1926 | 1931 | 1936 | 1946 | 1954 |
| ---- | ---- | ---- | ---- | ---- | ---- | ---- | ---- | ---- |
| 653  | 622  | 600  | 500  | 468  | 417  | 443  | 447  | 466  |

| 1962 | 1968 | 1975 | 1982 | 1990  | 1999  | 2006  | 2007  | 2012  |
| ---- | ---- | ---- | ---- | ----- | ----- | ----- | ----- | ----- |
| 447  | 433  | 572  | 802  | 1 060 | 1 360 | 1 383 | 1 386 | 1 375 |

| 2017  | 2022  | - | - | - | - | - | - | - |
| ----- | ----- | - | - | - | - | - | - | - |
| 1 519 | 1 520 | - | - | - | - | - | - | - |

### Enseignement
La commune est rattachée à l'académie de Grenoble.

### Cultes
La communauté catholique et l'église de Saint-Vincent-de-Mercuze (propriété de la commune) sont rattachées à la paroisse des Saints Apôtres et au doyenné du Haut-Grésivaudan qui sont, quant à eux, rattachés au diocèse de Grenoble.

## Culture locale et patrimoine
C'est en partie à Saint-Vincent-de-Mercuze qu'a été tourné le film Le Vieil Homme et l'Enfant.

### Lieux et monuments

#### Patrimoine religieux

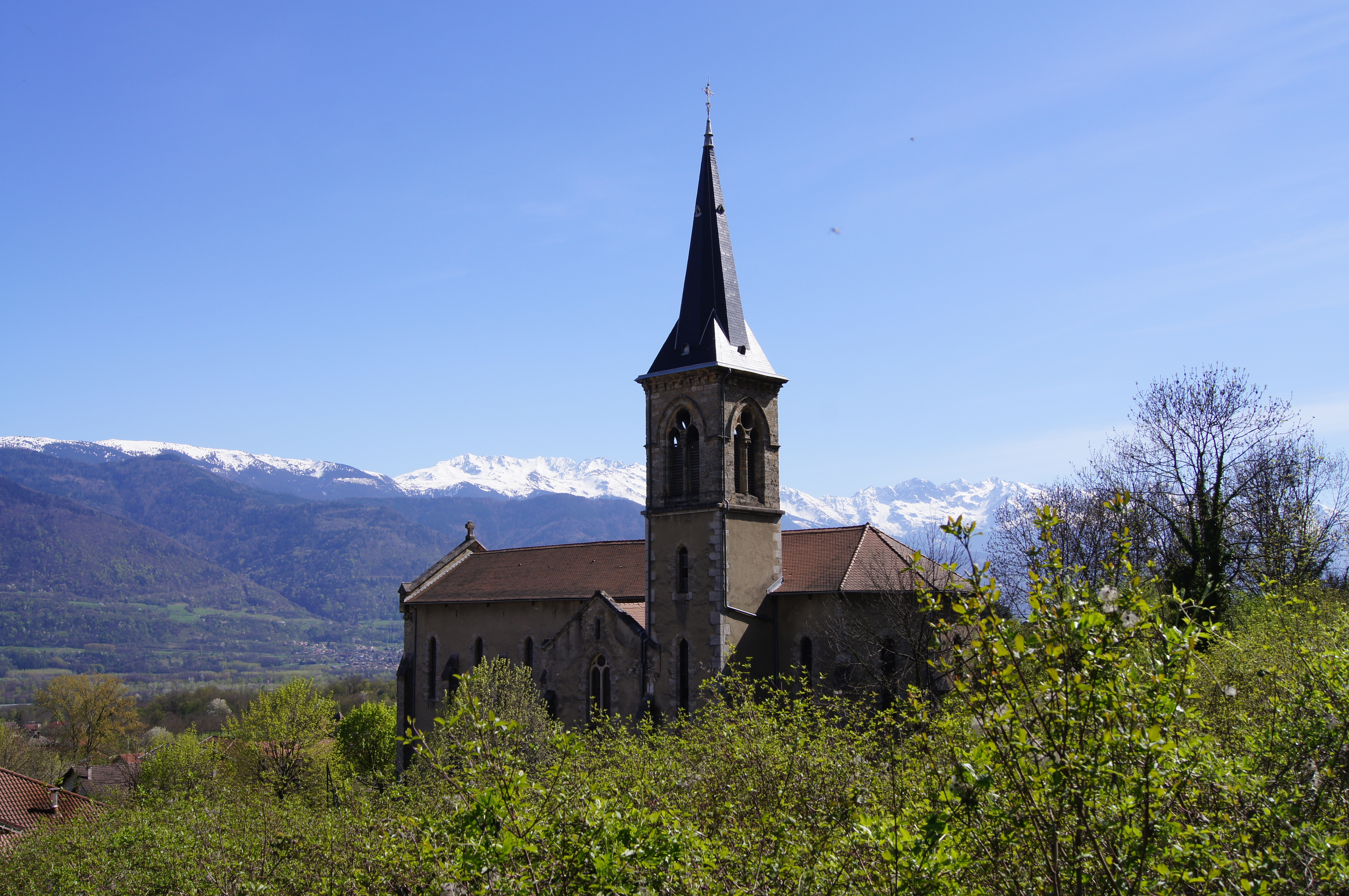
L'église.

- L'église Saint-Vincent de Saint-Vincent-de-Mercuze du XIXe siècle[27]
- L'ancienne église - Tombeau Doudart de Lagrée

#### Patrimoine civil
- Les vestiges du haut-fourneau de Saint-Vincent-de-Mercuze, du XIXe siècle[27] ou du XVIIIe siècle, font l'objet d'une inscription au titre des monuments historiques par arrêté du 2 novembre 1989, annulée le 10 novembre 1993[28] ; il a été labellisé Patrimoine en Isère en 2019[29].

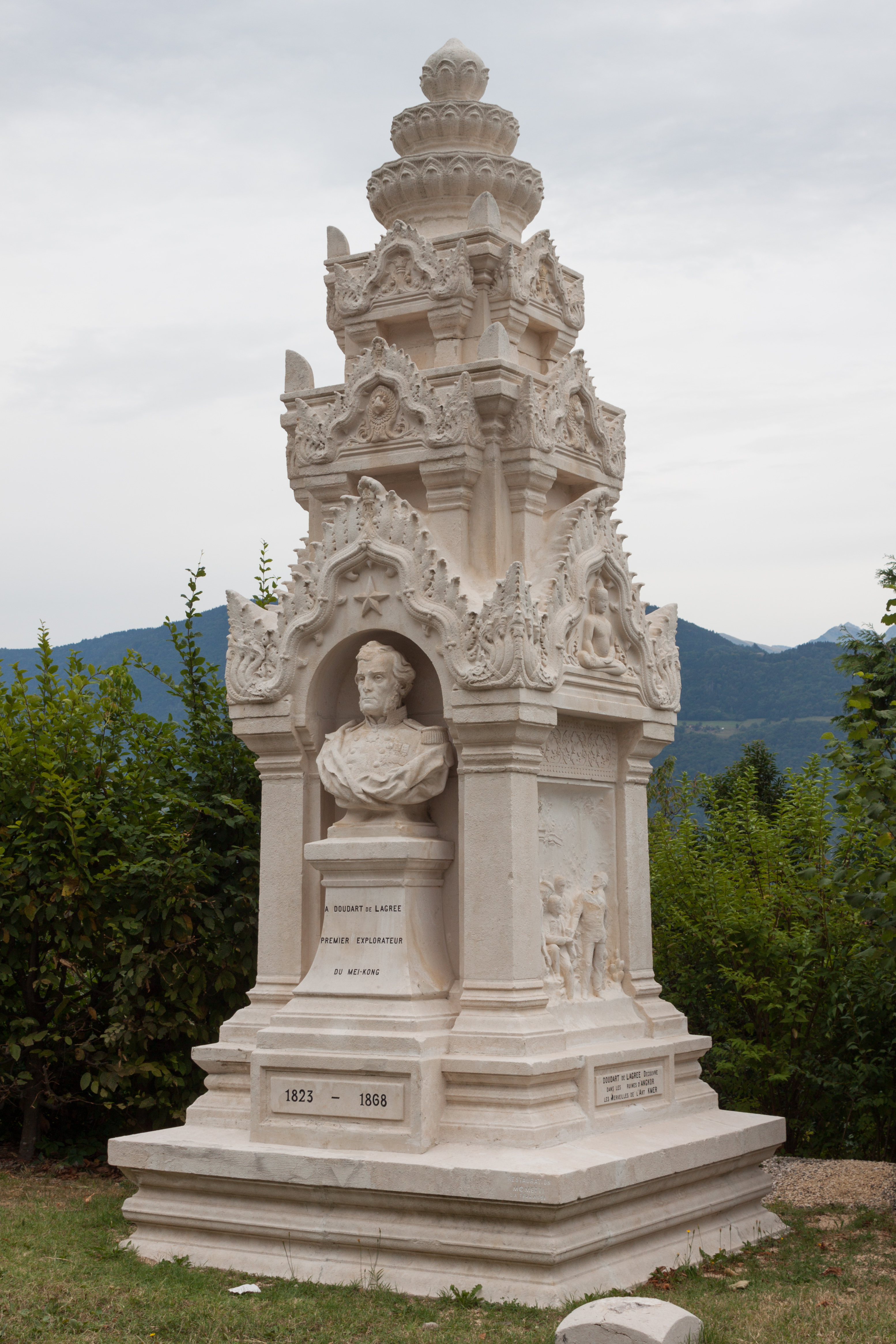
Monument dédié à Ernest Doudart de Lagrée, situé non loin de l'église.

- Monument dédié à Ernest Doudart de Lagrée, et sa maison natale[27] ;
- Le château de Langrée ou de la Combe, au hameau de Montalieu, du XVIIIe siècle[27] ;
- Le château du Montalieu, du XVe siècle[27],[30] ;
- La maison forte du chemin de la Source, du XIVe siècle[27].

### Patrimoine naturel
La commune fait partie du parc naturel régional de Chartreuse.

### Espaces verts et fleurissement
En mars 2017, la commune confirme le niveau « une fleur » au concours des villes et villages fleuris, ce label récompense le fleurissement de la commune au titre de l'année 2016.

### Personnalités liées à la commune
- Ernest Doudart de Lagrée : officier de marine  ; après avoir participé à la guerre de Crimée, il commanda les troupes françaises du Cambodge en 1862 et reconnut le Mékong en 1866.

- Aimé Paquet : maire de la commune, conseiller général puis député de l'Isère de 1951 à 1973. Secrétaire d'État auprès du ministre de l'Aménagement du territoire, de l'Équipement, du Logement et du Tourisme d'avril 1973 à février 1974. Second médiateur de la République (France).

### Films tournés dans la commune
- De nombreuses scènes du film Le Vieil Homme et l'Enfant ont été tournées à Saint-Vincent-de-Mercuze ainsi qu'à Biviers et à La Terrasse, autres communes de la vallée de Grésivaudan.

### Fêtes annuelles
- Fête de la Saint-Vincent

Chaque année, en janvier, le village célèbre la Saint-Vincent. Cet évènement est surtout marqué par la traversée du village de chars tirés par tracteur. 4 chars parcourent l'ensemble de la commune et se rejoignent à la salle des fêtes. Les habitants les suivent et habituellement, les enfants sont invités à monter dedans. Pour illuminer la soirée, des bougies sont disposées dans les jardins et façades des maisons. La soirée est ponctuée par un concert puis par un feux d'artifice tiré depuis un champ.
- Metal Gresi Fest

En mai, se tient le festival de hard-rock Metal Gresi Fest.
- Lâcher de peintres

Début juin, un concours pour peintres amateurs est organisé dans la commune par la MJC.
- Fête des fours à pains

Courant juin, utilisation collective des différents fours à pain de la commune dans le cadre d'un grand déjeuner convivial sur la place de la Mairie.
- GresiBlues Festival

Fin juin, c'est au tour du blues de présenter son festival sur la commune.
- Fête de la fin de l'été

À la fin du mois d'août, le Comité des fêtes organise une fête à la piscine municipale à base de jeux aquatiques collectifs.
- Forum des associations

Début septembre, les associations font leur rentrée.

### Héraldique
|  | Saint-Vincent-de-Mercuze possède des armoiries dont l'origine et le blasonnement exact ne sont pas disponibles. |